# Liosilpha pumicata
Liosilpha pumicata är en kackerlacksart som först beskrevs av Carl Stål 1858.  Liosilpha pumicata ingår i släktet Liosilpha och familjen småkackerlackor. Inga underarter finns listade i Catalogue of Life.